# 幌加内町新そば祭り
幌加内町新そば祭り（ほろかないちょうしんそばまつり）は、北海道雨竜郡幌加内町で開催される祭り。

## 概要
ソバの生産量日本一といわれる幌加内町で毎年、秋に開催される食の祭りで、全国各地の蕎麦を賞味できる。1994年に開始され、当初はソバの花の開花に合わせて7月下旬に開催し1997年には全国麺類文化交流推進協議会との共催で「日本新そば祭り」として8月末に開催、また2003年の10回記念・2013年の20回記念時には世界各国のそば粉を用いた料理の販売を交えた「世界そばフェスタ」企画も開催。毎年10数軒のそば店やその他の売店を含め80軒ほどが出店し、最盛期には約6万人が来場していた。
人口減少や高齢化に伴う人手不足により運営が困難となりマンネリ化もあり、2025年8月29日から31日の第30回を機に終了を予定、翌年以降は規模を縮小した新たなイベントを検討する。

## 会場
- 〒074-0492 北海道雨竜郡幌加内町幌加内4699 幌加内町役場周辺

## イベント
- 食べ歩き広場、ステージショー、そば打ち講習会、段位認定大会など[2]

## 主催
- 幌加内町そば祭り実行委員会

## 期間
- 毎年9月の土日
- 時間 9時～15時30分

## 駐車場
- 4500台、無料 [7]

## アクセス
- 北海道旅客鉄道深川駅からバスで1時間10分、終点で下車し徒歩3分